# El Baquetal
El Baquetal är en ort i Mexiko.   Den ligger i kommunen Copainalá och delstaten Chiapas, i den sydöstra delen av landet, 700 km öster om huvudstaden Mexico City. El Baquetal ligger 1 088 meter över havet och antalet invånare är 116.
Terrängen runt El Baquetal är bergig åt sydost, men åt nordväst är den kuperad. El Baquetal ligger uppe på en höjd. Runt El Baquetal är det ganska tätbefolkat, med 116 invånare per kvadratkilometer. Närmaste större samhälle är Copainalá, 8,8 km nordost om El Baquetal. I omgivningarna runt El Baquetal växer huvudsakligen savannskog.